# سوگودجانکولی

سوگودجانکولی شهری در شهرستان سامی در استان بانوا در بورکینافاسوی غربی است و جمعیت آن ۱,۷۶۹ نفر است.